# 蕭氏宗祠 (訪仙鎮)
萧氏宗祠，江苏省镇江市文物保护单位。齐梁皇帝后裔，丹阳市访仙镇萧家巷村东，齐梁文化三大实物遗存之一，三进十五间，江南古宗祠代表建筑。